# Статистический силлогизм
Статистический силлогизм — не-дедуктивный силлогизм следующего вида:
|               | Доля Х объектов класса F обладает свойством G;  |
|               | Известно, что I является объектом класса F;     |
| Следовательно | I обладает свойством G с вероятностью порядка Х |

## Использование
Поскольку статистический силлогизм является индуктивным суждением, он даёт вероятностный вывод. И для оценки надёжности этого вывода нужно использовать те же средства, что и для оценки надёжности других индуктивных рассуждений. В частности, важно верно оценить долю Х. Для применения силлогизма желательно, чтобы Х была велика, а предмет из F был выбран случайным образом. Если предмет из класса F выбран не случайным образом, то силлогизм ещё может быть успешно применён при условии, что выбранный предмет является типичным для класса F. Это — те же требования, которые в общем случае предъявляются к построению выборки
Одной из проблем использования силлогизма является то, что предмет m может относиться ко многим ссылочным классам: F1, F2, F3, …, Fn Чтобы применить статистический силлогизм корректно в такой ситуации нужно:
- (а) знать вероятности (или частоты) Хi;
- (б) знать, являются ли эти вероятности вероятностями независимых событий (знать количественную характеристику пересечения классов Fi)
- (в) произвести корректное вычисление вероятности (доли) Х

Другой проблемой является игнорирование информации о том, что объект m не является типичным представителем класса F Пример:
|               | Если мы знаем, что пудели обычно дружелюбны                                      |
|               | Но знаем, что пуделя Донни часто бьют                                            |
| Следовательно | Мы должны считаться с подозрением, что Донни — не обычный представитель пуделей. |

## Вариации
«Позитивная форма» статистического силлогизма другими словами:
|               | Большинство объектов из класса F обладают свойством G    |
|               | Объект m относится к классу F                            |
| Следовательно | Объект m скорее обладает свойством G, чем не обладает им |

«Отрицательная форма» того же силлогизма другими словами:
|               | Немногие объекты из класса F обладают свойством G        |
|               | Объект m относится к классу F                            |
| Следовательно | Объект m скорее не обладает свойством G, чем обладает им |

## Примеры
- Пример 1:

|               | Большинство (Х) людей (F) имеют рост выше 80 см. (G); |
|               | Чарли (I) является человеком (F);                     |
| Следовательно | Чарли (I) скорее всего (X) имеет рост выше 80 см. (G) |

- Пример 2:

|               | Немногие птицы (F) не умеют летать (G)                              |
|               | Волнистый попугай (m) является птицей (F)                           |
| Следовательно | Волнистый попугай (m) скорее умеет летать (¬G), чем не умеет летать |

- Пример 3[2] («парадокс безбилетника»[3]):

|               | Известно, что 501 из 1000 (X) посетителей (F) родео не заплатили (G) за билеты                                                      |
|               | Случайный посетитель (I) является посетителем (F)                                                                                   |
| Следовательно | на случайного посетителя (I) родео можно подать в суд за неуплату (G), так как он скорее (X) не заплатил (G) за билет, чем заплатил |

- Пример 4:

Статистический силлогизм, лежащий в основе индуктивного обобщения о свойствах генеральной совокупности на основе измерений предметов из выборки
|               | Наиболее вероятно (Х), что большие выборки из генеральной совокупности P имеют составы, близкие к составу P |
|               | Известно, что S — большая случайная выборка из совокупности P                                               |
| Таким образом | Состав S близок к составу P                                                                                 |